# 平和町 (稲沢市)
平和町（へいわちょう）は、愛知県稲沢市の地名。当項では、中島郡平和町大字前浪・大字新開および大字六輪に相当する範囲を扱い、平和町上三宅・平和町観音堂・平和町西光坊・平和町下三宅・平和町須ケ谷・平和町東城・平和町中三宅・平和町平池・平和町法立・平和町横池についてはそれぞれ単独項目に譲る。

## 歴史

### 沿革

#### 新開
- 1878年（明治11年） - 中島郡丸淵村・鷲尾村が合併し、同郡新開村が成立[1]。合併した2か村の文明開化を願った命名という[1]。
- 1889年（明治22年） - 左右川村大字新開となる[1]。
- 1906年（明治39年） - 平和村大字新開となる[1]。
- 1954年（昭和29年） - 平和町大字新開となる[1]。
- 1978年（昭和53年） - 一部が稲沢市大字新開となる[1]。
- 1980年（昭和55年） - 稲沢市大字新開が一色川俣町・一色下方町・一色森山町にそれぞれ編入され、消滅[1]。

#### 六輪
- 1889年（明治22年） - 中島郡城西・娶振新田・勝幡新田・塩川・塩川新田・下起の6か村の合併により、同郡六輪村が成立[2]。六輪の地名は6か村の合併による[2]。ただし、大字を編成せず[2]。
- 1900年（明治33年） - 尾西鉄道の一宮-津島間が開通し、六輪駅が開業する[2]。
- 1906年（明治39年） - 平和村六輪となる[2]。
- 1954年（昭和29年） - 平和町六輪となる[2]。
- 1978年（昭和53年） - 一部が前浪に編入される[3]。

#### 前浪
- 1978年（昭和53年） - 平和町大字東城・大字六輪の各一部により、同町大字前浪が成立[4]。

#### 稲沢市平和町
- 2005年（平成17年）4月1日 - 中島郡平和町大字前浪・大字新開および大字六輪については大字を削除し、稲沢市平和町となる[WEB 3]。

## 地理

### 河川・池沼
- 日光川
- 領内川

### 交通
- 国道155号
- 名鉄尾西線六輪駅
- 愛知県道121号津島稲沢線
- 愛知県道126号給父西枇杷島線
- 愛知県道130号馬飼井堀線
- 愛知県道458号一宮弥富線

### 施設
- 鷲尾農村公園
- 明喜寺
- 神明社
- 須ヶ脇広場
- 恩行寺
- 須ヶ脇排水機場
- 塩川児童遊園
- 願応寺
- 諏訪社
- 勝幡新田児童遊園
- 勝幡城址
- 沖神社
- 嫁振公民館
- 八幡社
- 稲沢市立六輪小学校
- 六輪病院
- 北津島病院
- 桜ネックレス 日光川桜づつみ小公園
- クラシエ津島工場

### 字一覧
| 字       | よみ             | 郵便番号 |
| -------- | ---------------- | -------- |
| 上前浪   | かみまえなみ     | 490-1322 |
| 光和     | こうわ           | 490-1323 |
| 塩川     | しおかわ         | 490-1323 |
| 下起北   | しもこしきた     | 490-1323 |
| 下起中   | しもこしなか     | 490-1323 |
| 下起東   | しもこしひがし   | 490-1323 |
| 下起南   | しもこしみなみ   | 490-1323 |
| 下前浪   | しもまえなみ     | 490-1322 |
| 勝幡新田 | しよばたしんでん | 490-1323 |
| 城西     | しろにし         | 490-1323 |
| 城之内   | しろのうち       | 490-1323 |
| 須ケ脇   | すかわき         | 490-1323 |
| 那古良   | なこら           | 490-1323 |
| 平六     | へいろく         | 490-1323 |
| 前平     | まえひら         | 490-1323 |
| 丸渕上   | まるぶちかみ     | 490-1305 |
| 丸渕下   | まるぶちしも     | 490-1305 |
| 明和     | めいわ           | 490-1323 |
| 嫁振     | よめふり         | 490-1323 |
| 嫁振北   | よめふりきた     | 490-1323 |
| 嫁振東   | よめふりひがし   | 490-1323 |
| 領内     | りようない       | 490-1323 |
| 鷲尾     | わしお           | 490-1305 |

### WEB
1. ↑  “市外局番の一覧” (PDF).   総務省 (2022年3月1日). 2022年3月22日閲覧。
2. ↑  “ナンバープレートについて”.   一般社団法人愛知県自動車会議所. 2024年1月21日閲覧。
3. ↑  “新市の住所表示” (PDF).   稲沢市. 2024年8月31日閲覧。
4. 1 2 3 4 5 6 7 8 9 10 11 12 13 14 15 16 17 18 19 20 21 22 23  “愛知県稲沢市平和町の住所一覧”.   ゼンリン. 2024年8月31日閲覧。
5. 1 2 3 4 5 6 7 8 9 10 11 12 13 14 15 16 17 18 19 20 21 22 23  “読み仮名データの促音・拗音を小書きで表記するもの(zip形式) 愛知県” (zip).   日本郵便 (2024年2月29日). 2024年3月26日閲覧。

### 書籍
1. 1 2 3 4 5 6 7  「角川日本地名大辞典」編纂委員会 1989, p. 704.
2. 1 2 3 4 5 6  「角川日本地名大辞典」編纂委員会 1989, p. 1416.
3. ↑  「角川日本地名大辞典」編纂委員会 1989, p. 1417.
4. ↑  「角川日本地名大辞典」編纂委員会 1989, p. 1232.